# Trình chỉnh sửa Google Tài liệu
Trình chỉnh sửa Google Tài liệu (tiếng Anh: Google Docs Editors) là một bộ ứng dụng văn phòng trực tuyến được Google cung cấp trong dịch vụ Google Drive. Bộ ứng dụng này bao gồm Google Docs (trình xử lý văn bản), Google Sheets (bảng tính), Google Slides (phần mềm trình bày), Google Drawings (chương trình vẽ vectơ), Google Forms (biểu mẫu trực tuyến, bài kiểm tra và khảo sát), Google Sites (trình chỉnh sửa trang web đồ họa) và Google Keep (ứng dụng ghi chú). Nó cũng từng bao gồm Google Fusion Tables cho đến khi nó bị ngừng hoạt động vào năm 2019.
Bộ ứng dụng Trình chỉnh sửa Google Tài liệu có sẵn miễn phí cho người dùng có tài khoản Google cá nhân: thông qua ứng dụng web, bộ ứng dụng di động cho Android và iOS và ứng dụng dành cho máy tính ChromeOS của Google. Nó cũng được cung cấp như một phần của dịch vụ dành cho doanh nghiệp của Google, Google Workspace.